# Pyrgomantis wellmani
Pyrgomantis wellmani är en bönsyrseart som beskrevs av Rehn 1912. Pyrgomantis wellmani ingår i släktet Pyrgomantis och familjen Tarachodidae. Inga underarter finns listade i Catalogue of Life.